# 1980年モスクワオリンピックのベルギー選手団
1980年モスクワオリンピックのベルギー選手団（1980ねんモスクワオリンピックのベルギーせんしゅだん）は、1980年7月19日から8月3日にかけてソビエト連邦の首都モスクワで開催された1980年モスクワオリンピックのベルギー選手団、およびその競技結果。今大会のベルギー選手団は、ソビエト連邦によるアフガニスタン侵攻への抗議として五輪旗を使用した。

## 概要
今大会は金メダル1個の合計1個のメダルを獲得した。ベルギー勢が金メダルを獲得したのは1964年東京オリンピック以来4大会ぶり、オリンピックの柔道競技では初メダルとなった。

## メダル
| メダル | 選手名                 | 競技 | 種目   |
| ------ | ---------------------- | ---- | ------ |
| 金     | ロベルト・バンドワール | 柔道 | 95kg級 |